# Terraform (programari)
Terraform és un programari per gestionar automàticament els recursos en un centre de dades (Platform as a Service) com ara les màquines virtuals, espais d'emmagatzematge, subxarxes, bases de dades, grups de seguretat, etc. És programari de codi de codi obert publicat per HashiCorp.
La infraestructura es descriu en forma del llenguatge de configuració Hashicorp Configuration Language (HCL). També és possible utilitzar el llenguatge JSON.
Terraform permet, sobretot, definir topologies de núvol per als principals proveïdors d'infraestructura cloud, com ara Amazon Web Services, IBM Cloud (abans Bluemix), Google Cloud Platform, Linode, Microsoft Azure, Oracle Cloud Infrastructure, OVHcloud, o VMware, vSphere i OpenStack,.
Els recursos descrits al codi HCL Terraform, depenen del proveïdor d'infraestructura del núvol. Per exemple, un recurs Terraform definit per a una topologia Amazon no es pot reutilitzar per a una topologia OpenStack o Microsoft Azure, perquè no tenen les mateixes propietats.

## Ordres principals
- terraform init : inicialitzar el directori que conté la configuració de Terraform
- terraform plan : mostrar una vista de les diferències entre la configuració de Terraform i la configuració real
- terraform apply : aplicar la configuració
- terraform destroy : destruir els recursos desplegats
- terraform import : integrar en la seva configuració els recursos desplegats fora de Terraform
- terraform state : interactuar amb el fitxer d'estat
- terraform validate : validar la sintaxi del codi

## Provider
Un Provider és la representació del proveïdor d'infraestructura a Terraform. Inclou diferents recursos que es poden desplegar.

## State file
Terraform desa l'estat de la seva configuració en un fitxer pla anomenat state file. Quan s'utilitza l'ordre terraform plan o terraform apply es llegeix i es compara amb la infraestructura del moment.
Es pot emmagatzemar localment (amb la configuració de Terraform) o en un dispositiu remot.

## Paraules clau

### resource
Un recurs (paraula clau resource) és un objecte Terraform que s'ha de crear a la infraestructura :
```
resource "database" "my_database" {
 engine = "mysql"
}
```

Cada recurs té un tipus (database), un nom de Terraform local definit per l'usuari (my_database), els seus arguments (en l'exemple, engine) i atributs (que es poden recuperar mitjançant la sintaxi <type>.<nom>.<attribut>).

### data
Una dada és un objecte Terraform del que en volem recuperar atributs :
```
data "database" "my_database" {
 database_id = "...."
}
```

Els atributs són accessibles mitjançant les data.<type>.<nom>.<attribut>

### variable
Es pot donar una variable (variable paraula clau) com a argument a Terraform.

En primer lloc, cal definir la variable :
```
variable "example" {
 description = "Aquesta és una variable d'exemple"
 type = string
 default = "Wikipedia"
}
```

Aleshores podem instanciar-ho (si no ho fem, Terraform utilitzarà el valor default o demanarà entrada quan demani terraform plan o terraform apply) :
```
example = "Hola, Món!"
```

També és possible utilitzar un fitxer de variables (per exemple, específic per a diferents entorns) i posar-lo com a argument de terraform plan o terraform apply .
Les variables de Terraform tenen noms com : var.example .

### output
Una sortida és un objecte Terraform que s'utilitza per desar un atribut d'un recurs o dades per reutilitzar-lo en un altre codi de Terraform o simplement per mostrar-lo al terminal, al final de l'ordre terraform apply .
```
output "my_database_id" {
 value = data.database.my_database.engine_version
}
```

### module
Un mòdul és una part reutilitzable del codi Terraform. Com qualsevol altre arbre de Terraform, un mòdul té recursos, dades, variables i sortides.

Per definir un mòdul :
```
module "create_database" {
 source = "./modules/database"

 database_size = 1024
}
```